# Estadio Metropolitano de Lara
El Estadio Metropolitano de Fútbol de Lara está ubicado en la ciudad de Cabudare, municipio Palavecino del estado Lara, en el centroccidente de Venezuela. Construido entre 2006 y 2009 por encargo del gobierno de ese país y el del estado Lara por la firma venezolana Jantesa, funcionó como una de las 9 sedes de la Copa América 2007. Con un aforo de 40 312 espectadores sentados, y con base para ampliación, con 110 m de largo por 70 m de ancho, posee grama tipo Bermuda, posee 3 estacionamientos con capacidad para 4000 vehículos, ascensores, palco, camerinos para hasta 4 equipos, salas de control antidopaje, camerino para árbitros, sala médica y dos pantallas gigantes, tribuna de prensa, palco vip, cabinas para traducción. La iluminación es una de las mejores del país con la instalación de 240 luminarias (Phillips) con 2000 W cada una, apta para la televisión, entre otras comodidades. Se esperaba que estuviera culminado a finales del primer trimestre de 2007, pero fue inaugurado definitivamente en octubre de 2009. Ha albergado partidos internacionales y de clubes a nivel profesional, incluyendo encuentros de la selección de fútbol de Venezuela.

## Antecedentes
Una vez que Venezuela aceptó el reto de organizar la cuadragésima segunda edición de la Copa América 2007, el Estado Lara comenzó a ofrecerse como sede, siendo la última de nueve en lograrlo. 
Al ser designada Barquisimeto oficialmente ciudad copera, se comenzó a buscar un sitio especial para edificar un estadio moderno, sin embargo al no encontrar en la ciudad el espacio indicado se extendió la búsqueda a la ciudad vecina de Cabudare consiguiéndose en el sector de La Campiña ubicado en el municipio Palavecino, al lado de la autopista que enlaza a Barquisimeto con Acarigua. De inmediato se le asignó la construcción del proyecto a la compañía Jantesa, de gran experiencia en la realización de recintos deportivos.

## Características detalladas
Dentro de los datos técnicos relevantes tenemos que se ejecutó un movimiento de tierra por el orden de los 600 000 metros cúbicos, se colocaron 22 000 m³ de concreto, más de 4000 toneladas de acero de refuerzo se instalaron, llevando el techo a 807 toneladas. 
El espectador ingresa al estadio al nivel de las gradas, y al bajar 8 m se encuentra con el campo de acciones, de 105 m de largo x 68 m de ancho. De la raya lateral al primer grupo de sillas hay 5 m y de la raya de fondo 7 m. El público está como en los estadios ingleses, al lado del jugador. 
Son 5 niveles, 3 canchas auxiliares, salón vip para 230 personas, 2 ascensores, una plaza de 2000 m² para espectáculos, tiendas, restaurantes, sanitarios, 2 pizarras electrónicas, sala de conferencia de 200 personas, 4 camerinos para jugadores, 2 salas de acondicionamiento neuromuscular, 2 camerinos para artistas y un camerino para árbitros. La temperatura promedio es de 24 °C y está situado a 566 m sobre el nivel del mar. La iluminación es de última tecnología, eliminándose las mastodónticas torres. 
Se cuenta con un sistema de transporte que movilizará, al grueso de la afición por vías de comunicación ampliadas y construidas especialmente para este certamen futbolístico, el más antiguo que se conoce en el mundo, a nivel de selecciones absolutas o profesionales. 
| Aforo                                                                                                | Capacidad       |
| --- | --------------- |
| Público en general                                                                                   | 38 215 personas |
| Discapacitados                                                                                       | 24 personas     |
| Sector preferencial                                                                                  | 374 personas    |
| Palco oficial                                                                                        | 270 personas    |
| Palcos privados                                                                                      | 30 personas     |
| Prensa escrita                                                                                       | 523 personas    |
| Radio y TV                                                                                           | 168 personas    |
| Cabinas de prensa                                                                                    | 51 personas     |
| Otras prestaciones                                                                                   |                 |
| Dos camerinos de artistas (damas y caballeros)                                                       |                 |
| Salón de entrevistas para 122 personas                                                               |                 |
| Camerino para árbitro femenino y masculino                                                           |                 |
| Zona de Medicina y Primeros Auxilios                                                                 |                 |
| Zona de control antidopaje                                                                           |                 |
| Área de Delegado FIFA con baño privado                                                               |                 |
| Sala de musculación (gimnasio multifuerza)                                                           |                 |
| Área de personas recoge balones con duchas y baños                                                   |                 |
| Área administrativa del estadio                                                                      |                 |
| Área de ambulancia con capacidad para dos unidades                                                   |                 |
| Área de seguridad del estadio con retén                                                              |                 |
| Dos cafetines para fotógrafos                                                                        |                 |
| Cuatro ascensores                                                                                    |                 |
| Nivel Mezzanina                                                                                      |                 |
| Dos centros de prensa para 120 periodistas                                                           |                 |
| Área especial para el Comité Organizador CONMEBOL con sala de reuniones                              |                 |
| Agencia Bancaria y Agencia de Viajes                                                                 |                 |
| Mini estudio de televisión y Centro de fotógrafos                                                    |                 |
| Centro de comunicaciones                                                                             |                 |
| Dos salas de reuniones                                                                               |                 |
| Dos salas de acreditación para la prensa                                                             |                 |
| Cafetín para la prensa y comedor para empleados                                                      |                 |
| Salón de recreación y baño de empleados con casilleros                                               |                 |
| Dos módulos de baños para la prensa                                                                  |                 |
| Nivel Plaza                                                                                          |                 |
| Cefetines y Comercios                                                                                |                 |
| Núcleos de baños y Área para protección civil                                                        |                 |
| Centro de comunicaciones                                                                             |                 |
| Accesos a las gradas Tipo A y Tipo B                                                                 |                 |
| Áreas de circulación y acceso a los ascensores                                                       |                 |
| Nivel VIP                                                                                            |                 |
| Capacidad para 270 personas sentadas en butacas especiales                                           |                 |
| Palcos privados para 30 personas                                                                     |                 |
| Área de seguridad y Cefetines                                                                        |                 |
| Sala para 48 personas (área de recreación)                                                           |                 |
| Nivel Aro                                                                                            |                 |
| Cafetines y Comercios                                                                                |                 |
| Tiendas y Núcleos de baños                                                                           |                 |
| Centro de comunicaciones y acceso a las gradas Tipo C                                                |                 |
| Nivel Grada                                                                                          |                 |
| Siete cabinas de radio para dos o tres personas                                                      |                 |
| 12 cabinas de televisión para tres o cuatro personas cada una                                        |                 |
| Área de Prensa para 523 personas                                                                     |                 |
| Área con sillas especiales y escritorios para 160 comunicadores sociales de medios impresos y radio. |                 |

## Eventos

### Copa América 2007
| Fecha              | Fase             | Equipo    |                      | Resultado |                           | Equipo         | Espectadores |
| ------------------ | ---------------- | --------- | -------------------- | --------- | ------------------------- | -------------- | ------------ |
| 5 de julio de 2007 | Grupo C          | Colombia  | Bandera de Colombia  | 1 - 0     | Bandera de Estados Unidos | Estados Unidos | 40 300       |
| 5 de julio de 2007 | Grupo C          | Argentina | Bandera de Argentina | 1 - 0     | Bandera de Paraguay       | Paraguay       | 40 300       |
| 9 de julio de 2007 | Cuartos de final | Argentina | Bandera de Argentina | 4 - 0     | Bandera de Perú           | Perú           | 40 300       |